# Bilstein im Höllental
Der Bilstein im Höllental ist mit seinen 284,3 m über dem Meeresspiegel im Werragebirge die höchste Klippe aus Diabas, einem basaltähnlichem vulkanischen Gestein. Einen ersten Schutzstatus wegen seiner geologischen und botanischen Bedeutung erhielt der Bilstein per Verwaltungsanordnung schon im Jahr 1914. Die Ausweisung als Naturschutzgebiet folgte 1960 und seit 2008 gehört er als Fauna-Flora-Habitat(FFH)-Gebiet zu dem europäisch vernetzten Schutzgebietssystem Natura 2000.  Der Bilstein war vom 12. bis zum 16. Jahrhundert besiedelt. 1120 entstand die Burg Bilstein, die bis zu ihrem Abbruch im Jahr 1594 auf dem Felsen thronte und von der nur noch wenige Mauerreste übriggeblieben sind.

## Lage
Das markante Felsmassiv des Bilsteins erhebt sich mit einer Höhe von 284,3 m an der nördlichen Seite des Berkatals im östlichen Meißnervorland. Aus dem Tal, das in diesem Teil zwischen Frankershausen und Albungen „Höllental“ genannt wird, steigt er fast senkrecht an und überragt die Talsohle um rund einhundert Meter. Die schroffen Klippen gehören zu einem Diabasgang, der mit seinem harten Gestein und höherer Verwitterungsresistenz der Erosion der Berka Widerstand entgegensetzte. So wurde das Gewässer zu einem Bogen um den Bilstein gezwungen. Bachabwärts folgen weitere Diabasdurchbrüche, die das Tal verengen und dem Höllental seinen besonderen landschaftlichen Reiz verleihen.
Administrativ gehört der Bereich zu der Gemarkung von Albungen, einem Ortsteil der Stadt Eschwege im nordhessischen Werra-Meißner-Kreis. Das Gebiet ist Teil des Geo-Naturparks Frau-Holle-Land. In der naturräumlichen Gliederung Deutschlands, die auf der Geographischen Landesaufnahme des Instituts für Landeskunde Bad Godesberg basiert, liegt die Landschaft um den Bilstein am südlichen Rand des Soodener Berglands (358.02), das nach Osten in das Sooden-Allendorfer Werratal (358.3) übergeht. Südlich grenzen das Weidenhäuser Hügelland (358.23) und südlich und westlich der Meißner (358.03) an. Sie werden als Einheiten des Unteren Werraberglands (358) der Haupteinheitengruppe des Osthessischen Berglands (35) zugeordnet.

## Unterschutzstellung
Bereits im Jahr 1914 erhielt der Bilstein durch eine Verfügung der königlichen Regierung, der damaligen preußischen Provinz Hessen-Nassau, wegen seiner botanischen und geologischen Besonderheiten den Status eines zu schützenden Naturdenkmals.
Gegen Ende der 1950er Jahre wurde das Höllental und mit ihm der Bilstein, mit der „Verordnung zum Schutze von Landschaftsteilen und Landschaftsbestandteilen im Landkreis Eschwege“, von der unteren Naturschutzbehörde des Kreises Eschwege zu einem Landschaftsschutzgebiet erklärt. Innerhalb der geschützten Bereiche durften keine Veränderungen vorgenommen werden, die geeignet waren, die Natur zu beeinträchtigen oder zu schädigen. Zwei Jahre später, mit Verordnung vom 29. Februar 1960 der höheren Naturschutzbehörde beim Regierungspräsidium in Kassel wurde der Bilstein in das Landesnaturschutzbuch eingetragen und damit unter den Schutz des noch geltenden Reichsnaturschutzgesetzes von 1935 gestellt. Das Naturschutzgebiet mit einer Größe von 3,24 Hektar hat die nationale Kennung 1636001 und den WDPA-Code 81402.
Im Rahmen der Umsetzung der Fauna-Flora-Habitat-Richtlinie schlug das Land Hessen im Juni 2000 der EU-Kommission das Naturschutzgebiet für das europaweite Netz besonderer Schutzgebiete „Natura 2000“ vor. Natura 2000 hat die Förderung der biologischen Vielfalt zum Ziel und will einen günstigen Zustand der natürlichen Biotope bewahren oder wiederherzustellen. Die Schutzwürdigkeit des Felssturzes, der hessenweit als einer der bedeutendsten Reliktstandorte für seltene und gefährdete felstypische Tier- und Pflanzenarten angesehen wird, wurde mit der „einzigartigen Vegetation“ begründet. Nach der Bestätigung als Gebiet von gemeinschaftlicher Bedeutung im Dezember 2004 forderte die EU neben dem Gebietsmanagement und dem damit verbundenen Monitoring eine förmliche Schutzerklärung, die im Januar 2008 mit der „Verordnung über Natura 2000-Gebiete in Hessen“ erfolgte. Zu den schützenswerten Lebensraumtypen (kurz: LRT) des Bilsteins, die als von gemeinschaftlichem Interesse gelten und für deren Erhaltung besondere Schutzgebiete ausgewiesen werden müssen gehören „Schlucht- und Hangmischwälder“ (LRT 9180) sowie die felsigen Lebensräume: „Silikatfelsen mit Felsspaltenvegetation“ (LRT 8220) und „Silikatfelsen mit Pionierrasen“ (LRT 8230). Das FFH-Gebiet, das mit 3,19 Hektar etwa die gleiche Größe und auch die gleichen Grenzen wie das Naturschutzgebiet besitzt, hat die Gebietsnummer 4725-303 und den WDPA-Code 555520066.

## Geologie

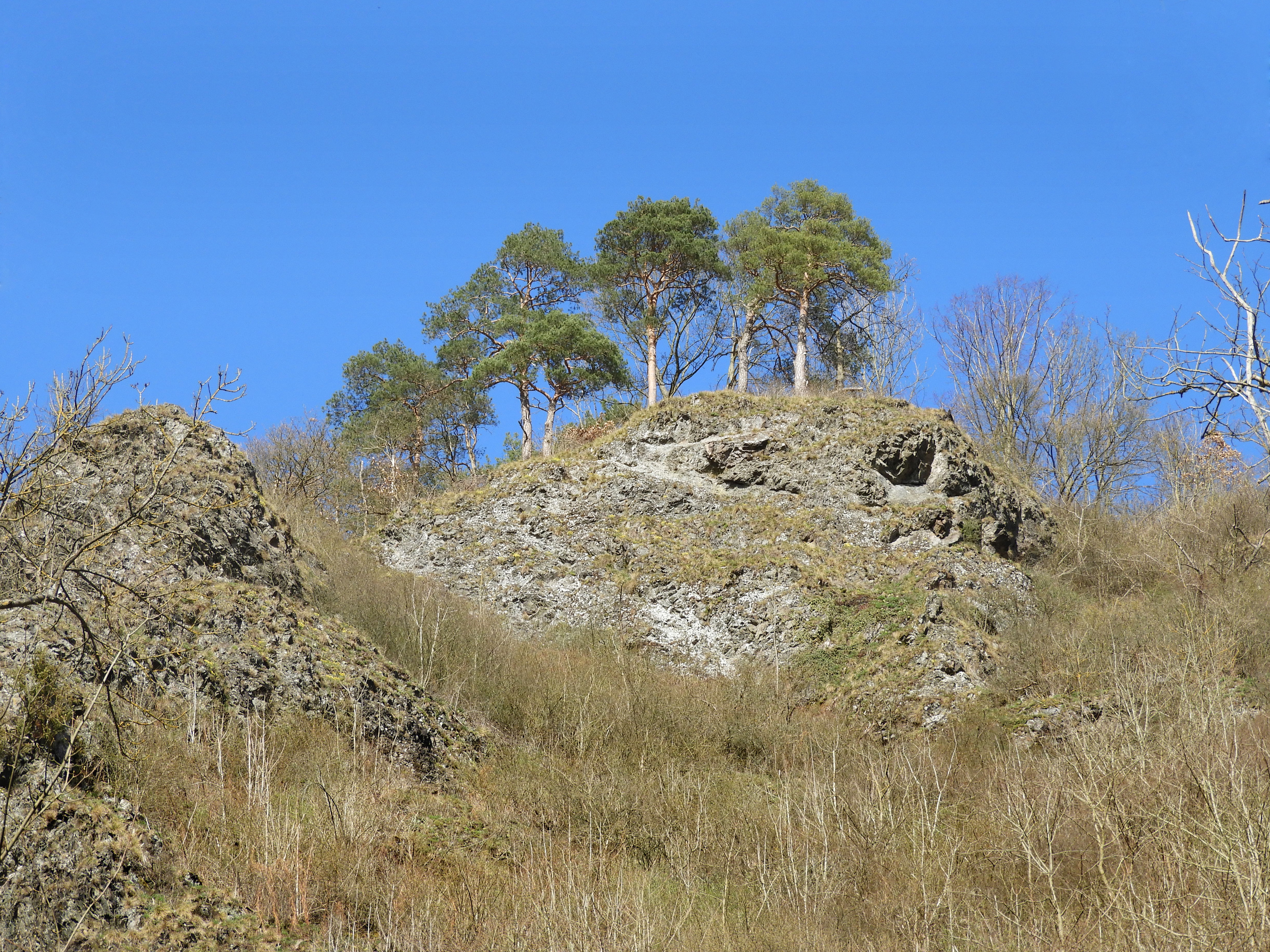
Die Felskuppe des Bilsteins überragt die Umgebung.

Die Felsbereiche des Bilsteins sind vulkanischen Ursprungs und bestehen aus dem zu Diabas erkaltetem Magma. Diabase entstanden im Devon und im Unterkarbon, vor rund 420 bis 320 Millionen Jahren durch untermeerischen Vulkanismus. Dehnungsvorgänge beim Auseinanderdriften von Platten der Erdkruste verursachten Risse und Spalten, durch die die ausgeflossene Basaltlava aufstieg und am Meeresboden erstarrte. Durch Prozesse während der Gebirgsbildung und der anschließenden Erosion gelangten die Diabase im Laufe der Jahrmillionen an die Erdoberfläche.
Diabase weisen eine extrem große Festigkeit und eine nur geringe Verwitterung auf. Der Mensch nutzte den Diabas seit Jahrtausenden. Historisch belegt ist seine Verwendung als Werkzeug, wie Schabern, Äxten und Beilen, schon während der Steinzeit. Möglicherweise verdankt der Bilstein seinen Namen der Nutzung des Gesteins. „Bilstein“ könnte eine Abwandlung von „Beilstein“ sein. Eine andere Erklärung für den häufig anzutreffenden Namen ist die Annahme, dass Bilstein auf ein keltisches Wort zurückgeht. Es bedeutet „steiler Felsenberg“ und diese Bezeichnung trifft auf alle Bilsteine zu.

## Natur

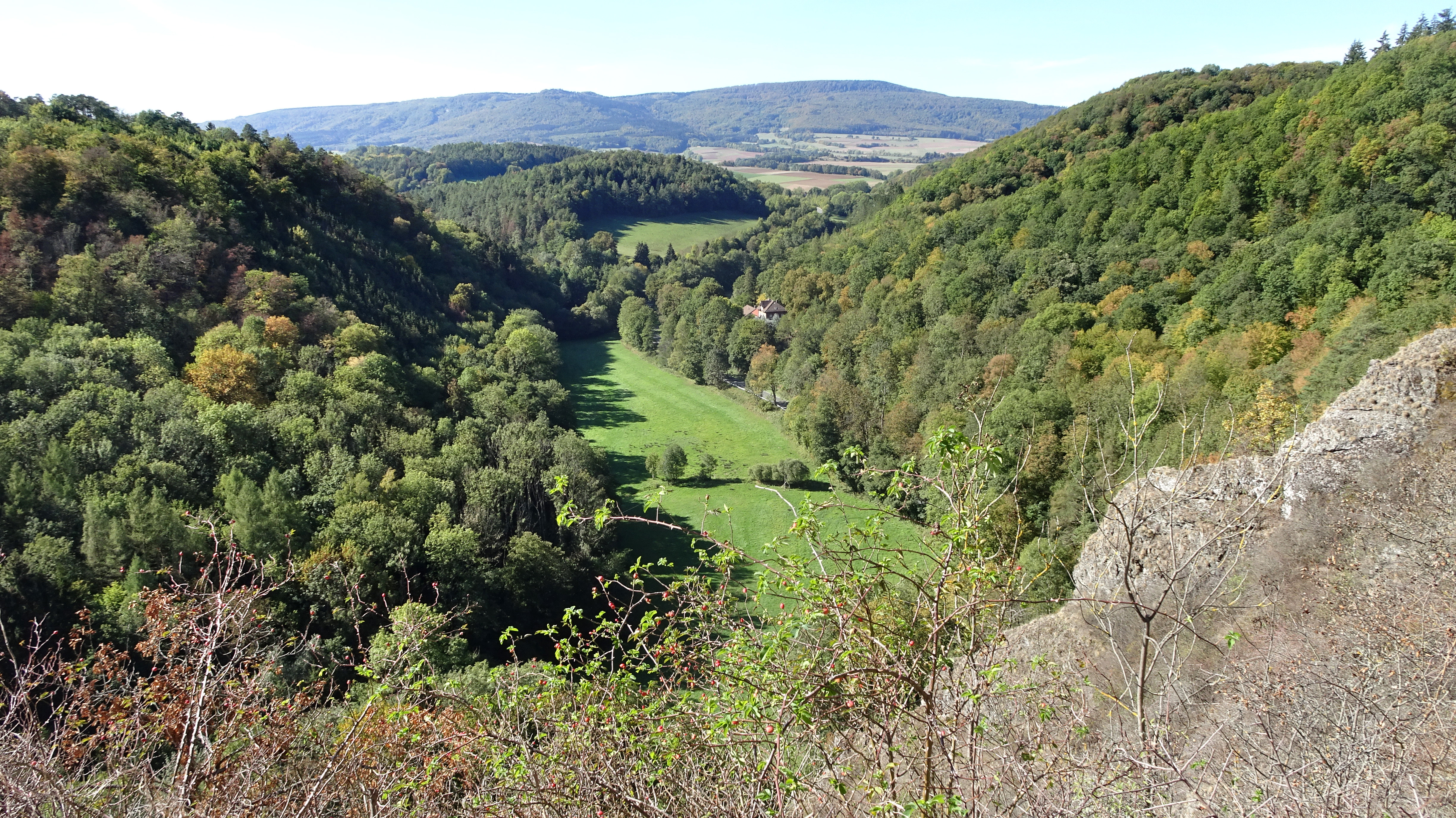
Blick vom Bilstein über das Tal der Berka mit dem Gasthaus „Frau Holle“ bis zum Hohen Meißner.

Auf dem Standard-Datenbogen, mit dem sämtliche Informationen gesammelt werden sollen, die für die Natura-2000-Gebiete in der Europäischen Union relevant sind, wird die Einstufung als Lebensraum von gemeinschaftlichem Interesse so begründet:

„Aufgrund seiner einzigartigen Vegetation (viele Arten erreichen hier ihre absolute Verbreitungsgrenze) hessenweit einer der bedeutendsten Fels-Reliktstandorte für seltene und gefährdete felstypische Tier- und Pflanzenarten.“
An dem nach Süden exponierten Felsen herrschen extreme kleinklimatische Verhältnisse mit großen täglichen und jährlichen Temperaturschwankungen an der Bodenoberfläche. Niederschläge fließen an dem flachgründigen Steilabfall ab und sind für Pflanzen kaum verfügbar. Diese Bedingungen begünstigen wärmeliebende und trockenheitsertragende Arten, die Strategien entwickelt haben, wie sie in diesem besonderen Lebensraum überleben können. Die offenen Felsbereiche des Bilsteins, mit seinem der Sonne voll ausgesetztem schroffen Klippenhang, beherbergen viele dieser Pflanzen. Einige solcher Pflanzenarten wie der Steife Lauch und der Schriftfarn erreichen hier, mit isoliert liegenden Vorkommen, die Nordgrenze ihres Verbreitungsgebietes.
Als bemerkenswert gelten auch die Vorkommen von Kleiner Wiesenraute, Blauschwingel, Berg-Steinkraut, Blutstorchschnabel, Astlose Graslilie, Großblütigem Fingerhut und Erbsenwicke.
Besonders groß ist der Reichtum an Kleinfarnen wie Milzfarn, Mauerraute, Nordischer Streifenfarn, Braunstieliger Streifenfarn. Auch seltene Streifenfarnbastarde besiedeln die Felsspalten. Auf den Felsen wachsen wissenschaftlich bedeutungsvolle Moose aus trocken-warmen Geoökosystemen und teils sehr seltene Flechten.
Auch wärmeliebende Schmetterlinge leben auf dem Felsen, wie der selten gewordene Segelfalter und der Schwalbenschwanz.
An den nach Norden und Osten ausgerichteten Hängen im Schutzgebiet hat sich ein Schlucht- und Hangschuttwald ausgebildet. Der mit Steinblöcken durchsetzte Bereich beherbergt Laubhölzer wie Rotbuche, Bergahorn, Sommerlinde, Esche und Ulme. Durch die Entnahme von Fichten und Kiefern soll die Arten- und Strukturvielfalt erhalten und weiterentwickelt werden.

## Kultur

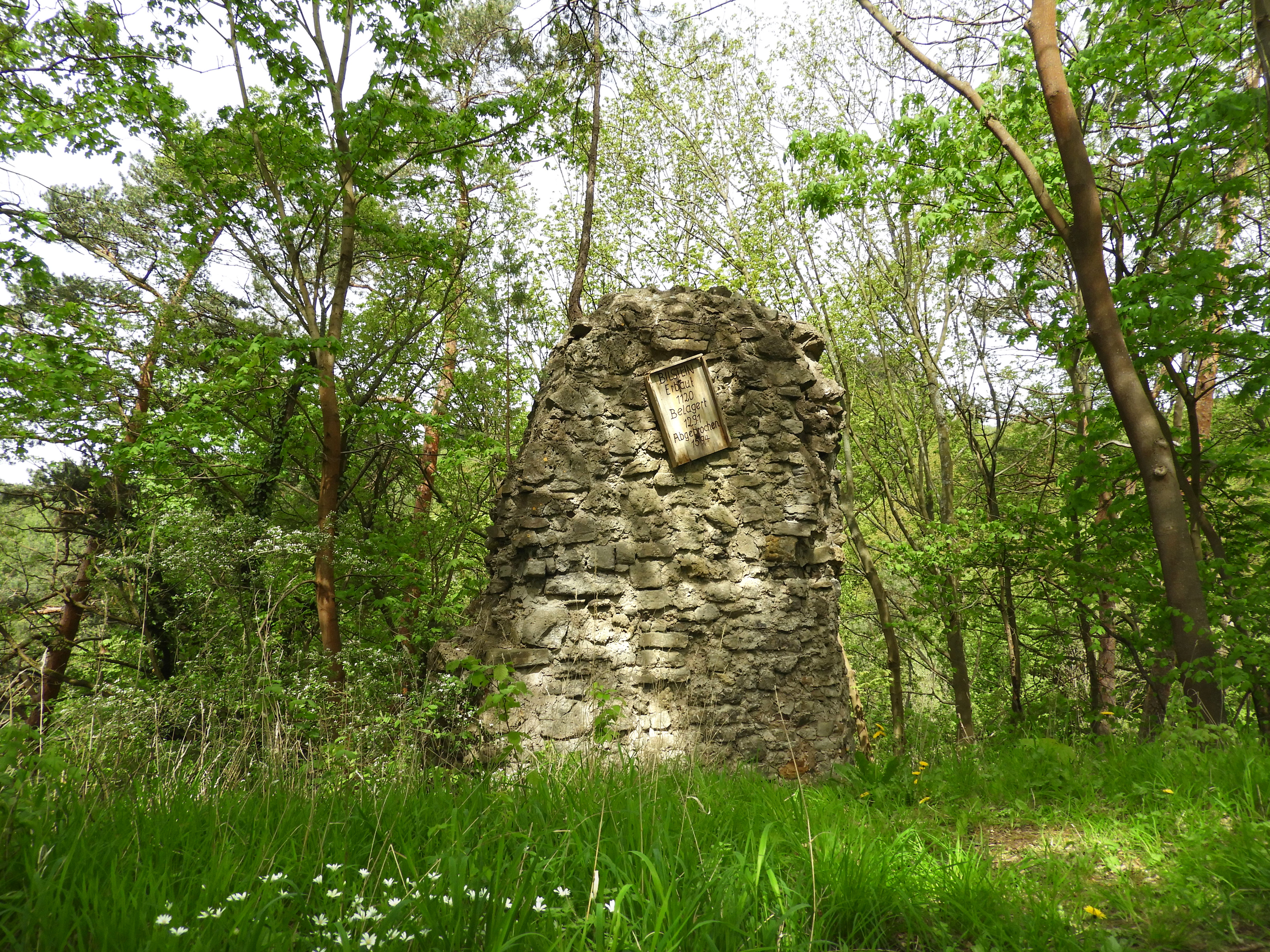
Der 1970 durch Befestigungsarbeiten vor dem Verfall gerettete Turmstumpf.

Der Bilstein war vom 12. bis zum 16. Jahrhundert besiedelt und die Burg auf der steilen Bergkuppe war Stammsitz der einst bedeutenden und wohlhabenden Grafen Bilstein. Die Bilsteiner stellten bis 1070 die Gaugrafen der Germarmark. Ihnen unterlag die Rechtsprechung in der Region. Die Gerichtsstätte befand sich auf dem „Katzenloh“ bei Weidenhausen. Rugger II aus dem Geschlecht der Bilsteiner erbaute im Jahr 1120 die Burganlage. Er gründete auch 1145 das Prämonstratenserkloster in Germerode. 1301 verkaufte der letzte Bilsteiner Graf, Otto II., sein Lehen an den hessischen Landgrafen Heinrich I. und bald danach sein übriges Eigentum. Der „Letzte Bilsteiner“ starb verarmt im Jahr 1306.
Einer alten Sage nach sah das Ende des „Letzten Bilsteiners“ jedoch anders aus: Feinde hatten die Burg schon lange belagert, ohne die Bewohner aushungern zu können, denn die Leute der im Tal gelegenen „Höllenmühle“ versorgten durch einen verborgenen Gang die Burg immer von Neuem mit Lebensmitteln. Dieser Gang wurde entdeckt und der Müller erschlagen. Die Vorräte auf der Burg gingen zur Neige und der Hunger wurde unerträglich. Doch der Bilsteiner wollte seinen lauernden Feinden nicht den Triumph seiner Gefangennahme gönnen. Er ließ die wildesten seiner Rosse vor seine Kutsche spannen und bestieg den Wagen mit Weib und Kind. Dann gab er den Pferden die Sporen. Das Gespann raste über den Rand der Klippe, stürzte in die Tiefe und zerschellte.
Die einstige Grafenburg, die im frühen Mittelalter einen beherrschenden Platz in der Region einnahm, wurde immer baufälliger und 1594 von den Landgrafen von Hessen abgebrochen. Heute sind von der ehemaligen Burganlage nur noch wenige Mauerteile und Reste eines Brunnens vorhanden sowie ein Turmstumpf, der 1970 durch Befestigungsarbeiten vor dem Verfall gerettet wurde. Die Burgruine Bilstein ist wegen ihrer geschichtlichen Bedeutung ein geschütztes Kulturdenkmal und wurde nach § 2 Absatz 1 des Hessischen Denkmalschutzgesetzes in das Denkmalverzeichnis des Landes Hessen mit der Nummer 39944 eingetragen.

## Besucherhinweis
- Wanderparkplätze sind beim Gasthaus „Frau Holle“ und am „Nedderborn“ an der Landesstraße 3242 im Tal der Berka vorhanden.
- Von den Wanderparkplätzen führt ein Rundweg mit einer Länge von 2,5 km über den Bilstein und durch das Tal am Bach entlang wieder zum Ausgangspunkt zurück.
- Der Premiumwanderweg P23 Höllental verläuft mit einer Weglänge von 10 km auf teilweise gleichen Wanderpfaden ebenfalls über den Bilstein. Wegen einiger steilen An- und Abstiege, die bei Nässe nur mit Vorsicht zu begehen sind, wurde die Tour als mittelschwer eingestuft.[21]